# Ratatat
|  | No s'ha de confondre amb Rattata. |

Ratatat és un duo de música electrònica novaiorquès format pel guitarrista Mike Stroud i el productor Evan Mast .

## Història
Mike Stroud i Evan Mast es van conèixer quan cursaven estudis al "Skidmore college", però no van treballar junts fins a l'any 2001 quan van gravar "Cherry", tema que més tard van incloure en el seu àlbum de debut homònim. Aquest àlbum va ser escrit i gravat a l'apartament que té Mast a Brooklyn, en un portàtil PowerBook. Es tracta d'un disc completament instrumental, exceptuant el principi i el final d'algunes cançons.
La banda va començar la seva carrera al segell independent Rex Recordings, amb el qual van publicar el seu primer single "Seventeen Years". Després van signar amb XL Recordings, publicant el seu àlbum debut i el single "Germany to Germany". Ratatat també ha realitzat versions d'altres grups, com en l'aclamat per la crítica Ratatat Mixtape Vol 1 i més recentment en el Ratatat Mixtape Vol.2.

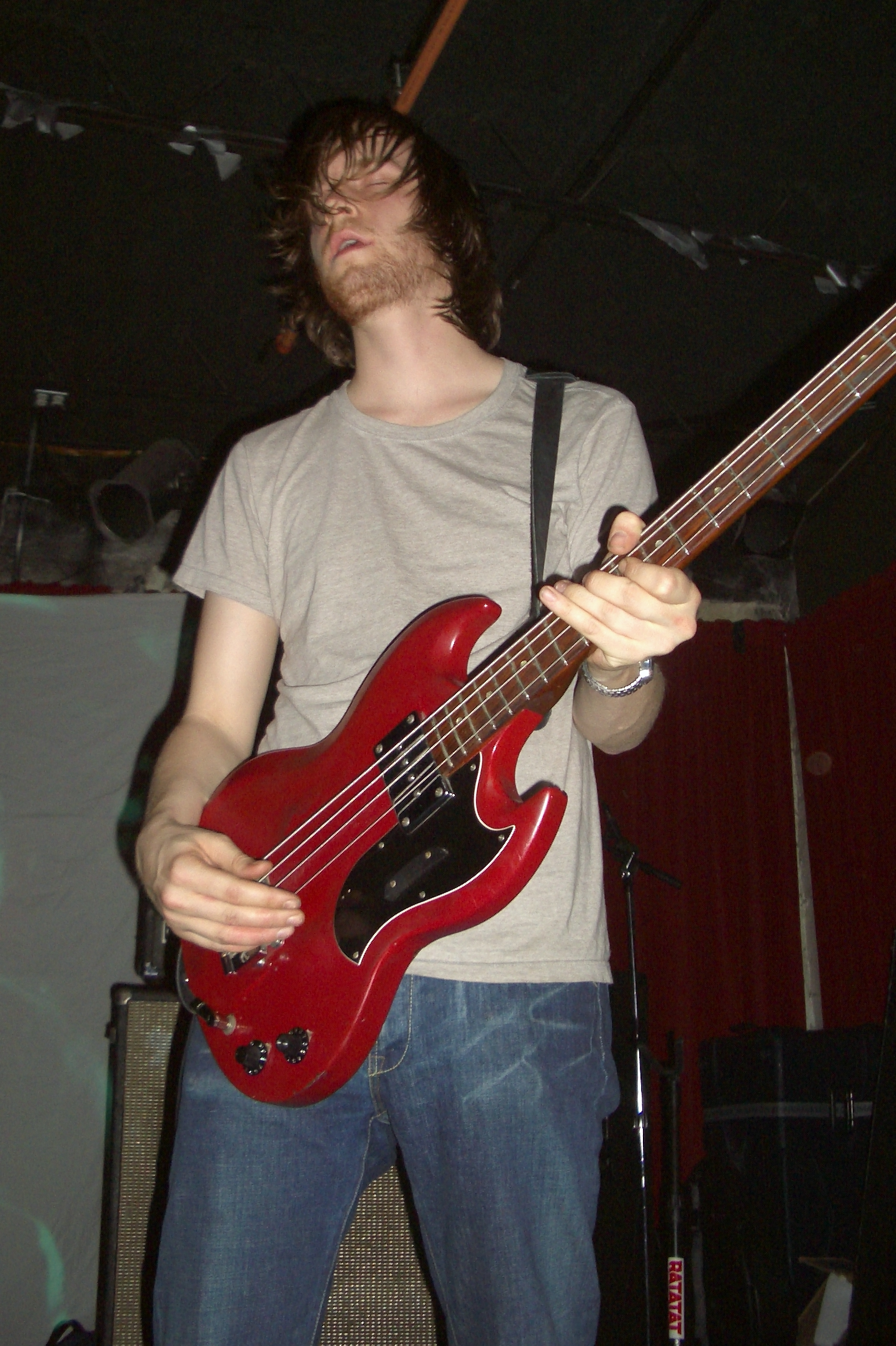
Mike Stroud
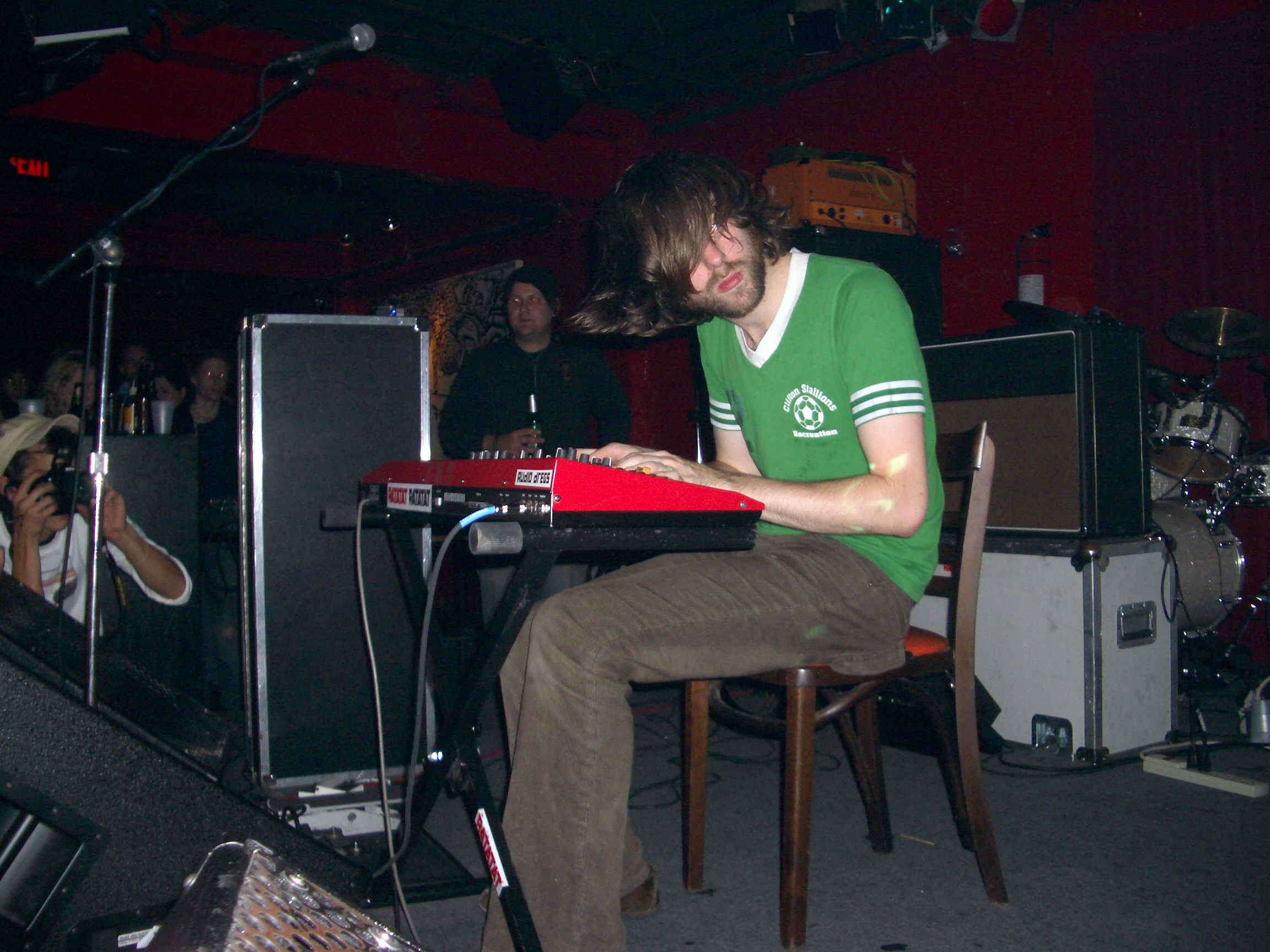
Evan Mast

## Discografia
"Èxits"
"Lex" i "Wildcat" han estat ratificats internacionalment com temes referents a la música electrònica .
Albums
- Ratatat (20-04-2004) XL Recordings
- Ratatat Mixtape Vol 1 (2004), autoproduït
- Classics (22-08.2006) XL Recordings
- Ratatat Mixtape Vol 2 (2007), autoproduït
- LP3 (2008), XL Recordings
- LP4 (2010), XL Recordings
- Magnifique (2015)

Singles 
- Seventeen Years (US Release) (2003) Rex Records
- Germany to Germany (04,10,2004) XL Recordings
- Wildcat (25,7,2006) XL Recordings
- Lex (30,8,2006) XL Recordings
- Loud Pipes (2007) XL Recordings
- Shiller (2008)
- Shempi (2008)
- Mirando (2009)
- Party with Children (2010)
- Drugs (2010)
- Cream on Chrome (2015)
- Abrasive (2015)
- Nightclub Amnesia (2015)

Llista de cançons de l'àlbum Classics
- Montañita
- Lex
- Gettysburg
- Wildcat
- Tropicana
- Loud Pipes
- Kennedy
- Swisha
- Nostrand
- Tacobel Cànon